# Mickey Gilley
Mickey Gilley (Branson, 1936. március 9. – Branson, 2022. május 7.) amerikai countryénekes, dalszerző.

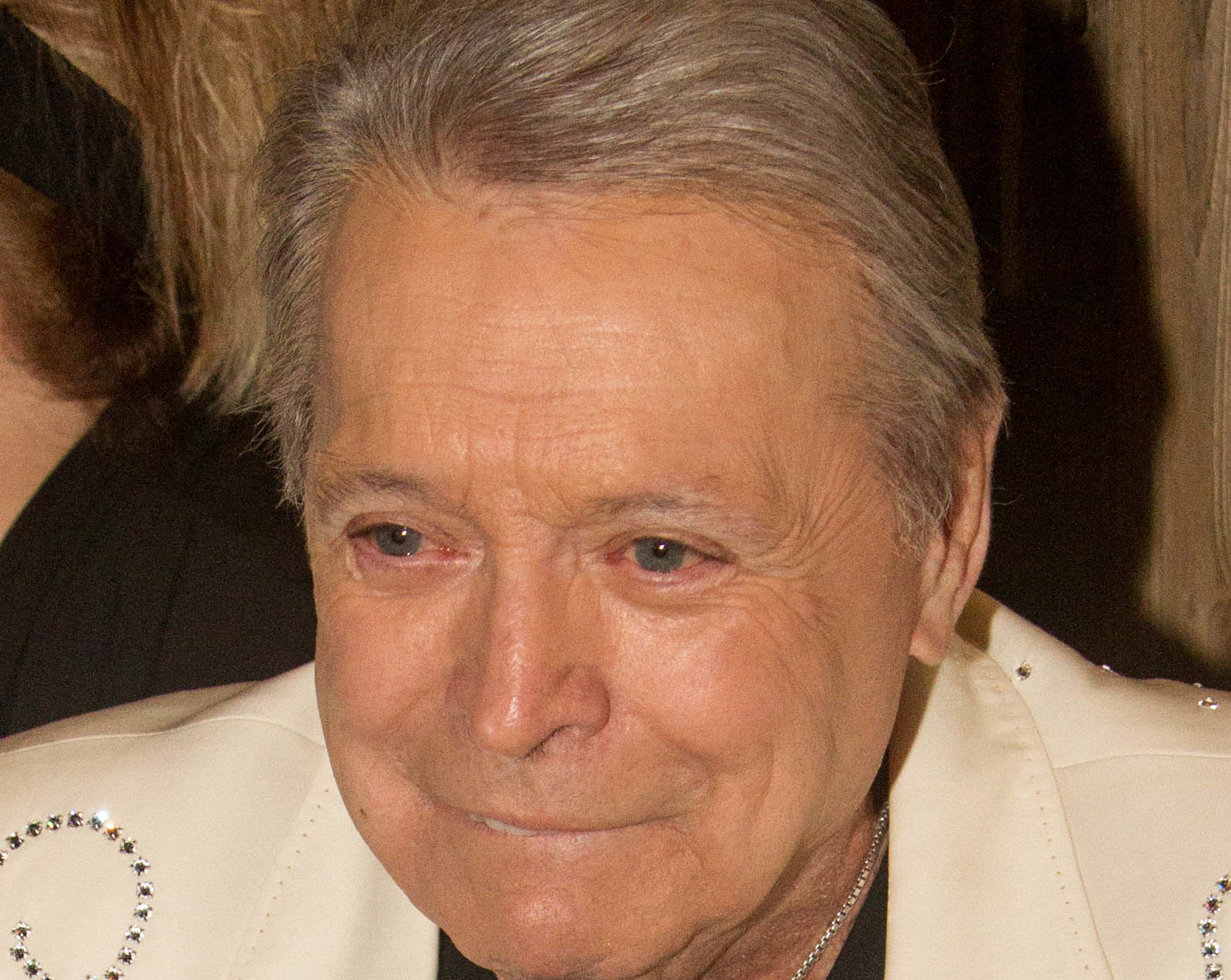
A Redneck Country Clubban, 2018-ban

## Pályafutása
Gilley gyerekkorában unokatestvéreivel, Jerry Lee Lewisszal és Jimmy Swaggarttal zenélt. A templomban gospel, az iskolai bulikon Boogie-woogie szólt. Korán megnősült, otthagyta az iskolát, és alantas munkákat vállalt. Miután Jerry Lee Lewis a rock and roll egyik legnagyobb sztárja lett, Gilley is profi zenész akart lenni.
1957-ben megjelent Gilley debütáló kislemeze a Minor Recordsnál, de csak helyben fogyott jól. Az elkövetkező néhány évben számos kislemezt vett fel, de nem sikerült bekerülniük a listákra. A Sun Record szintén nem hozott eredményt, így Gilley az 1960-as évek közepétől a country felé fordult. A texasi és louisianai klubéletben elért egy bizonyos szintű ismertséget, de sosem sikerült kilépnie híres unokatestvére árnyékából. Első sikerét csak 1968-ban érte el.
1970-ben egy partnerével megnyitotta a Gilley's-t, egy hatalmas méretű klubot Pasadenában, nyilván azért, hogy a saját kislemezei a helyi zenegépbe kerüljenek. Hugh Hefner (a Playboy kiadója) vette át a terjesztést. Egy régi George Morgan-sláger, a „Room Full of Roses” − 1974-ből − mindenki meglepetésére az országos listák első helyére került, és a popslágerlistákra is feljutott.
Más slágerek hosszú sora következett. 1978-ban a Playboy-kiadó megszűnt, és Gilley az Epic Recordsra váltott. 1979-ben John Travoltával elkészült az Urban Cowboy című film, amely a vidéki életet a nyilvánosság elé tárta. A film kulcsjeleneteit a Gilley's Clubban forgatták, és maga Gilley is szerepelt benne. Egy időre Gilley szupersztár lett. „Stand By Me” című kislemeze felkerült a slágerlisták élére, akárcsak a „True Love Ways” és a „That's All That Matters To Me”. Saját rádióműsort és számos díjat kapott, 1980-ban a zenekarával Grammy-díjat is.
A sikersorozat az 1980-as évek végéig tartott. Aztán anyagi nehézségekbe ütközött, és fel kellett adnia klubját, amely rövid idő múlva leégett. Ezután a Missouri állambeli Bransonban színházat, majd kávézót vezetett. Különféle hátrányos helyzetű és marginalizált csoportok, köztük a Hank Snow's Child Abuse Fund mellett is kampányolt.
2009 nyarán Gilley leesett egy lépcsőről, és részlegesen lebénult. Átmenetileg tolószékbe kényszerült. 2022 májusában halt meg Bransonban, 86 évesen. A texasi Pasadenában egy utcát neveztek el róla (Mickey Gilley Boulevard).

## Lemezek
- 1964: Lonely Wine
- 1967: Down The Line
- 1974: Room Full Of Roses
- 1974: City Lights
- 1975: Mickey's Movin' On
- 1975: Overnight Sensation
- 1975: Wild Side Of Life
- 1976: Gilley's Smokin'
- 1977: First Class
- 1978: Flyin' High
- 1978: The Songs We Made Love To
- 1979: Mickey Gilley
- 1980: That's All That Matters To Me
- 1980: Encore
- 1981: You Don't Know Me
- 1981: Christmas At Gilley's
- 1982: Put Your Dreams Away
- 1983: Fool For Your Love
- 1983: You've Really Got A Hold On Me
- 1984: It Takes Believers
- 1984: Too Good To Stop Now
- 1985: I Feel Good (About Lovin' You)
- 1985: Live At Gilley's
- 1986: I Love Country
- 1986: One And Only
- 1987: Back To Basics

## Filmek
- 1979: Urban Cowboy (r.: James Bridges)

## Díjak
- 1980: Grammy-díj
- Hollywood Walk of Fame
- Delta Music Museum Hall of Fame